# Tempelhofer Vorstadt

Tempelhofer Vorstadt (1861–1920)

Die Tempelhofer Vorstadt war von 1861 bis 1920 ein Stadtteil von Berlin. Sie wurde auch Tempelhofer Revier genannt. Seit 1921 gehört sie zu Kreuzberg.
Im Westen grenzte es die Schöneberger Vorstadt, im Süden an das Dorf Tempelhof und im Osten das Dorf Rixdof (an 1912 Stadt Neukölln).
Zuvor gehörte das Gebiet zur Tempelhofer Feldmark, lag außerhalb der Akzisemauer und bestand weitgehend aus Ackerland. Die Einwohnerzahl stieg von 23.671 im Jahr 1867 bis auf 164.902 im Jahr 1910.

## Die Entwicklung der Tempelhofer Vorstadt

Die Tempelhofer Vorstadt, 1802. Das helle Dreieck in der Mitte liegt zwischen den heutigen Straßen Mehringdamm (im Westen), Bergmannstraße (im Süden) und Blücherstraße (im Nordosten). Oben der Vorläufer des Landwehrkanals mit Halleschem Tor und Kottbusser Brücke, halblinks unten der Kreuzberg.

### Mehringdamm

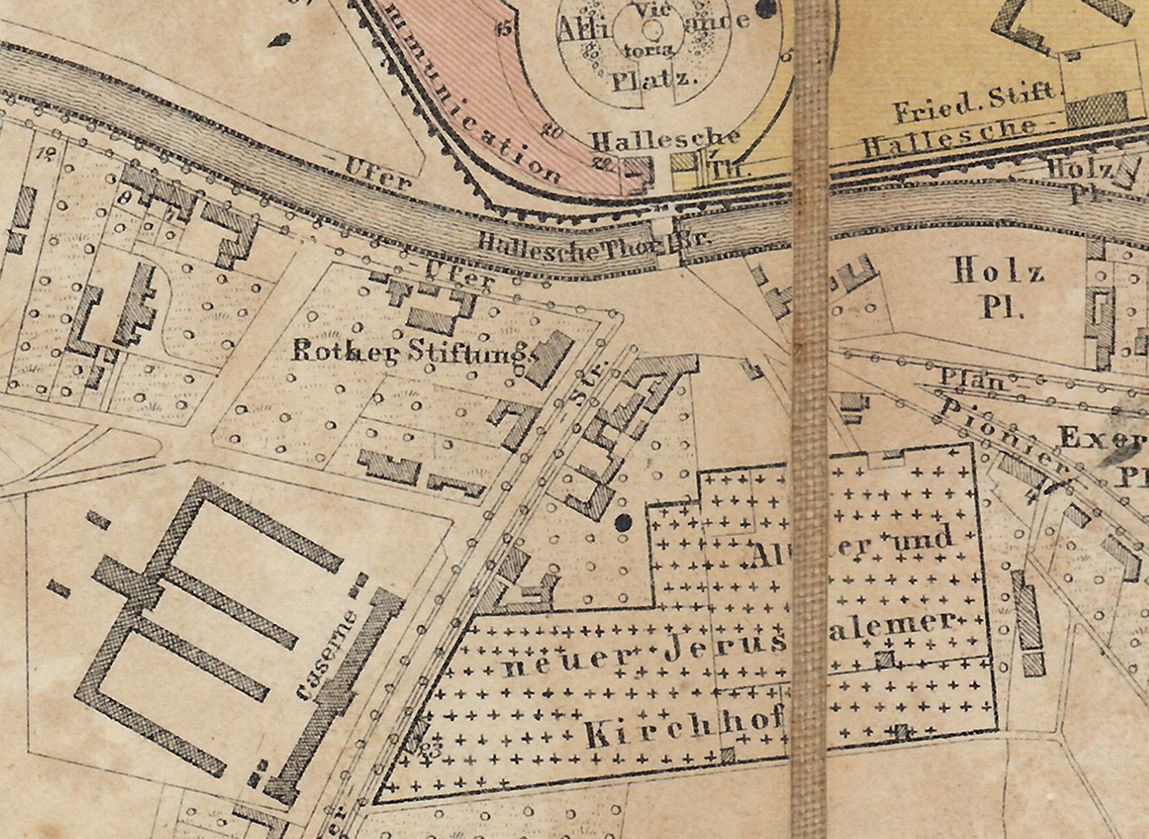
Hallesches Tor 1856 mit Rother-Stift, Kaserne und Friedhöfen

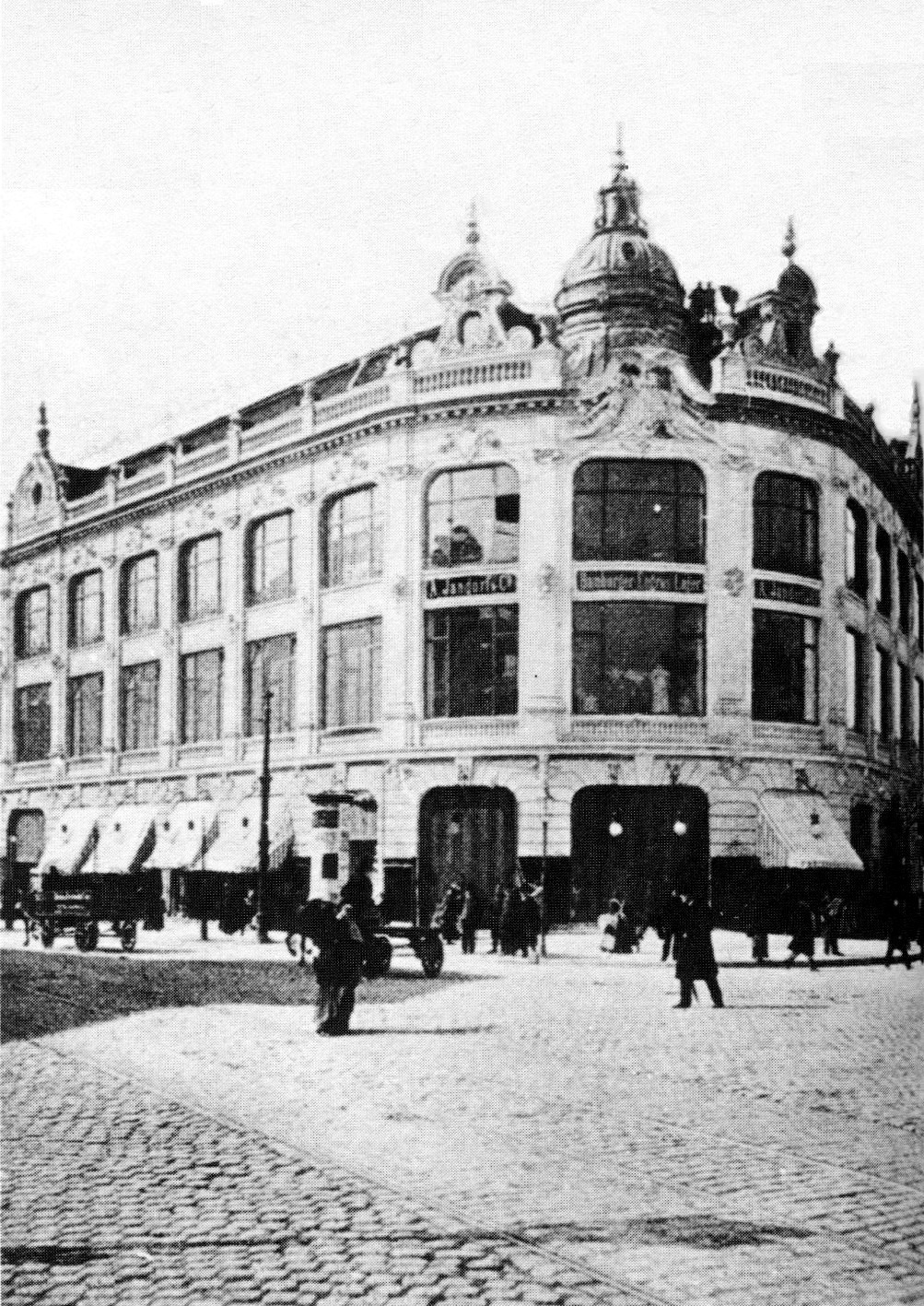
Warenhaus A. Jandorf & Co.
Links führt die Belle-Alliance-Straße (heute an dieser Stelle Blücherplatz) nach Süden, rechts das Tempelhofer Ufer nach Westen

Die älteste Straße in diesem Gebiet führte schon im Mittelalter von Berlin nach Tempelhof. Sie wurde um 1834 Tempelhofer Straße genannt, ab 1864 Belle-Alliance-Straße und seit 1947 Mehringdamm.
Die Straße begann früher ab der Hallesche-Tor-Brücke. Diese wurde 1876 erbaut, die erste Holzbrücke schon 1705. Die 1924 und 1927 eröffnete U-Bahn-Linie U6 folgt diesem Weg noch heute. Die Straße wurde jedoch um 1973 im nördlichen Bereich nach Westen verschoben.
Zu einer 1684 erbauten, vom Wind angetriebenen Sägemühle führte der Mühlenweg vor dem Halleschen Thore. Daraus entwickelte sich später die heutige Obentrautstraße.
Auf einem Grundstück direkt am Kanal wurde 1842 der Rother-Stift für die Unterkunft von unverheirateten Töchtern von Offizieren und Beamten im Alter errichtet. Nach dessen Verlegung nach Lichterfelde wurde das große Grundstück verkauft und geteilt. Auf dem repräsentativen Eckgrundstück eröffnete Adolf Jandorf hier 1897 sein zweites Warenhaus in Berlin, daneben entstand das Postamt 61.
Südlich des damaligen Rother-Stiftes wurde 1854 die Garde-Dragoner-Kaserne gebaut, heute Sitz des Finanzamtes Friedrichshain-Kreuzberg, Mehringdamm 20, 22 und 28.
1859 wurde erstmals die Erlaubnis vergeben, das Grundstück Tempelhofer Straße 30 zu bebauen. 1881 verkauft und um Nachbargrundstücke erweitert, entstanden hier die Sarotti-Höfe, in denen von 1883 bis 1921 Schokolade der Marke Sarotti produziert wurde. Die heutige Adresse ist Mehringdamm 53–57.
Das Belle-Alliance-Theater wurde 1865–69 erbaut und 1913 abgerissen.
1875 wurde im heutigen Mehringdamm eine Pferdebahnstrecke vom Halleschen Tor nach Tempelhof eröffnet und bis 1901 elektrifiziert.

### Der Kreuzberg und die Kreuzbergstraße
Die zunächst einzige Querstraße war der Weinbergsweg bzw. Weinmeisterweg, der im Westen zum Tempelhofer Berg führte, auf dem bis 1740 Wein angebaut wurde.

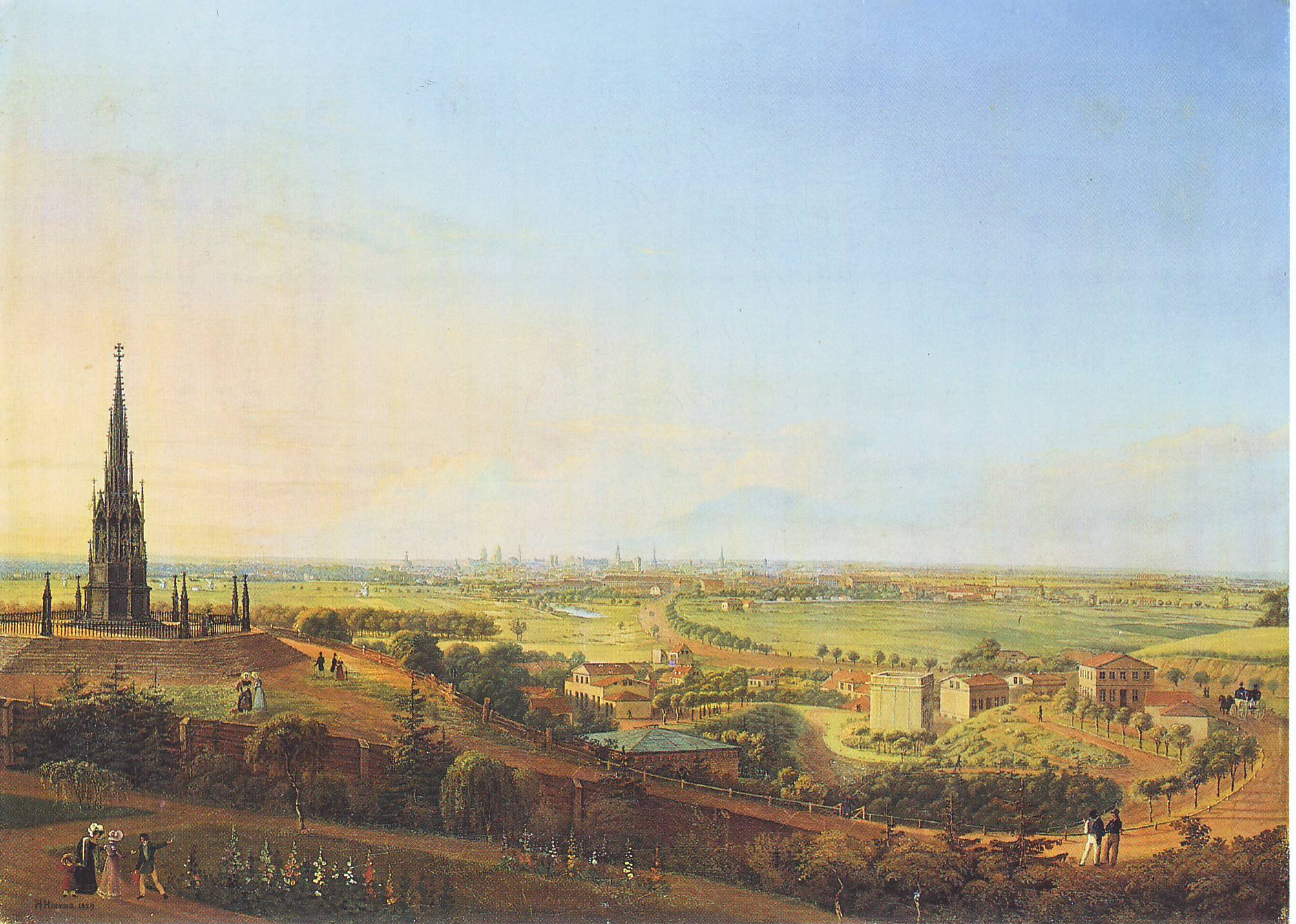
Blick vom Kreuzberg, Gemälde von Johann Heinrich Hintze, 1829

Nach dem Sieg über Napoleon 1815 wurde auf dem Tempelhofer Berg 1821 das Nationaldenkmal für die Befreiungskriege eingeweiht. Aus diesem Anlass wurde der Tempelhofer Berg in Kreuzberg umbenannt. Vor dem Kreuzbergurteil 1882 gab es ein polizeiliches Verbot, durch den Bau zu hoher Häuser bestimmte Sichtachsen auf das Nationaldenkmal zu beeinträchtigen.
Im Jahr 1829 eröffnete am Südhang des Kreuzbergs ein großer Biergarten „Tivoli“. Ab 1857 wurde hier Bier gebraut, es entstanden bis 1873 die Tivoli-Brauerei und ein großer Veranstaltungssaal, in dem die SPD 1877 ihren ersten Wahlerfolg feierte. Die Schultheiss-Brauerei übernahm 1891 die Tivoli-Brauerei und blieb bis 1993 an diesem Standort. Danach wurden alle Brauereigebäude abgerissen und von 1999 bis 2016 das Viktoria-Quartier mit 515 Wohnungen gebaut.
Der Weinmeisterweg wurde 1862 in Kreuzbergstraße umbenannt. Diese wurde mehrmals nach Westen verlängert. Der Weg auf den Berg wurde zur Methfesselstraße. Hier entstanden am Osthang des Berghangs einige gründerzeitliche Villen, das Haus Lindenberg ist in weitgehend originalem Zustand erhalten.
1883 wurden ein Abzweig der Straßenbahn vom heutigen Mehringdamm durch die Kreuzbergstraße bis hin zur Katzbachstraße und der Betriebshof Kreuzbergstraße gebaut. 1898 wurde die Strecke elektrifiziert.
Auf der westlichen Seite des Kreuzbergs wurde mit dem Denkmal auch der Viktoriapark geplant, jedoch erst siebzig Jahre später angelegt und 1893 eröffnet. Er reicht bis zur Katzbachstraße. Südlich davon, also westlich des damaligen Brauereigeländes, wurde 1914 ein Sportfeld angelegt, aus dem sich das „Stadion an der Katzbachstraße“ entwickelte, 2010 umbenannt in Willy-Kressmann-Stadion.

### Bergmannstraße
Der östliche Teil des Weinbergsweg wurde 1837 nach der örtlichen Grundbesitzerin in Bergmannstraße unbenannt. Im hinteren Teil wurden die Friedhöfe an der Bergmannstraße angelegt. Zur späteren Bebauung siehe Gneisenaustraße.

### Friedhöfe vor dem Halleschen Tor und Blücherstraße
1736 wurde „vor dem Halleschen Tor“ (von Tempelhof aus gesehen) die Anlage eines kleinen Friedhofes für die Bestattung böhmischer Zuwanderer genehmigt. Dieser war mindestens bis 1802 der einzige in den Tempelhofer Feldern, erst danach kamen angrenzend weitere hinzu. Es entwickelten sich die Friedhöfe vor dem Halleschen Tor, die heute teilweise noch erhalten sind.
1813 wurde die heutige Blücherstraße angelegt, die diagonal einem älteren Weg und etwa bis zum heutigen Südstern reichte. Verlängert wurde sie 1854 durch die heutige Straße Hasenheide. Dazwischen steht seit 1907 die markante Kirche am Südstern.
1864 erhielt die Blücherstraße ihren heutigen Namen. 1875 wurde eine Pferdebahnstrecke eröffnet und bis 1900 elektrifiziert. 1888 wurde an der Blücherstraße in der Nähe der Friedhöfe die Heilig-Kreuz-Kirche eingeweiht. Um 1973 wurde die Straße im westlichen Bereich nach Süden verschoben und bis zur Obentrautstraße verlängert.

### 1840 bis 1860
1840 wurde die Grenze von Berlin ein kleines Stück nach Süden zum Landwehrgraben verschoben. Das neue Gebiet kam zum bestehenden Stadtteil Luisenstadt.
Der schmale, nur mit Flößen befahrbare Landwehrgraben von 1705 wurde 1850 zum Landwehrkanal ausgebaut. Es wurden breite Kanaluferstraßen angelegt und später bebaut, am Schöneberger Ufer 1–3 entstand 1895 das Dienstgebäude der Königlichen Eisenbahndirektion Berlin, am Tempelhofer Ufer 1 1902 das Alte Postamt SW 61, am Tempelhofer Ufer 23/24 1913 ein Verwaltungsgebäude Orenstein & Koppel.
1850 mit dem Namen „Militärstraße“ eingeweiht, als Weg der Berliner Garnison zum Exerzierplatz auf dem Tempelhofer Feld. Seit 1864 heißt sie Möckernstraße.

### 1861 und Hobrechtplan
1861 wurde der nördliche Teil vom Tempelhof nach Berlin eingemeindet. Die Stadtgrenze verschob sich dadurch vom Landwehrkanal zum heutigen Platz der Luftbrücke. Dieses Gebiet wurde zum Stadtteil Tempelhofer Vorstadt.
In diesem Gebiet gab es nur die wenigen bisher beschriebenen Straßen und fast keine Häuser. Für die Anlage neuer Straßen wurde der Hobrecht-Plan 1862 genehmigt, der danach schnell und in fast allen Details umgesetzt wurde. In nur wenigen Jahrzehnten folgte eine dichte Bebauung.

### Generalszug, Yorckstraße, Bahnhöfe
Die wichtigste neue Straßenverbindung war der Generalszug mit Yorckstraße und Gneisenaustraße, der als erstes fertiggestellt wurde.
Allerdings zeigte sich, dass für die im Hobrecht-Plan vorgesehene geradlinige Verbindung von der Bülowstraße in Schöneberg zur Yorckstraße nicht gebaut werden konnte, da die Flächen inzwischen mit dem Anhalter Güterbahnhof und Potsdamer Güterbahnhof bebaut waren. Also wurde die Yorckstraße hinter Riehmers Hofgarten schräg nach Süden verschwenkt. Auf der geplanten Trasse wurde die Hornstraße überbreit angelegt, um später zur Durchgangsstraße zu werden. In den 1880er und 1890er wurde sie mit Wohnhäusern bebaut, Durchgangsstraße wurde sie nie. Im Haus an der markanten spitzen Ecke zwischen beiden Straßen eröffnete 1895 das noch heute existierende Yorckschlösschen. Weiter südlich steht seit 1871 das damalige Gertraudenhospital, seit 2005 als Wohnpark genutzt. Seit 1907 steht in der Yorckstraße die katholische St. Bonifatiuskirche.
Im westlichen Breich entstanden der Potsdamer Bahnhof, der Anhalter Bahnhof, der Dresdener Bahnhof und der Postbahnhof Luckenwalder Straße, alle gibt es heute nicht mehr.
Außerdem wurde 1902 die U-Bahn gebaut, in diesem Bereich als Hochbahn mit dem U-Bahnhof Gleisdreieck. Der Name blieb bestehen, obwohl es das namensgebende Gleisdreieck bereits seit 1912 nicht mehr gibt. Zu ebener Erde darunter liegt heute der Park am Gleisdreieck.

### Gneisenaustraße
Das Gebiet um die Gneisenaustraße, Nostitzstraße und Zossener Straße wurde nach der Gründung der Tempelhofer Vorstadt zügig bebaut.
Im Süden reichte die erste Bebauung nur bis zur Bergmannstraße. Dahinter befand sich der Bauernhof der Familie Bergmann, um 1881 sogar kurzzeitig eine chemische Fabrik. Erst um 1890 wurde das im Hobrecht-Plan noch nicht enthaltene Gebiet bebaut. So entstanden der Chamissoplatz und seine bis zur Heimstraße reichenden Nebenstraßen. Auf dem nun zentralen Marheinekeplatz eröffnete 1892 die Marheineke-Halle, dahinter steht seit 1907 die Passionskirche.
Südlich der Jüterboger Straße war ab 1897 die Augustiner-Kaserne, heute ist dort die Kfz-Zulassungsstelle. Die Kaserne reichte bis zum heutigen Columbiadamm.
Im Osten dagegen begrenzen die an der Schleiermacherstraße das Wohngebiet. Das Grundstück dahinter, zunächst eine andere Kaserne, ab den 1920er Jahren Kraftverkehrsamt, ist bis heute nur in geringer Höher bebaut. Aus dem Reitplatz südlich der Gneisenaustraße wurde ein Fußballplatz. Dahinter liegt die Baerwaldstraße mit dem 1901 eröffneten Baerwaldbad, im selben Block die Katholisch-Apostolische Kirche.

### Graefekiez
Der Osten der Tempelhofer Vorstadt wurde zuletzt bebaut, hier entstand zwischen 1890 und 1900 der heutige Graefekiez um die Graefestraße, Körtestraße und Urbanstraße. Er reicht von der 1880 erbauten Admiralbrücke im Norden bis zur Straße Hasenheide im Süden, wo schon 1876 der erste der vier Gasometer Fichtestraße in Betrieb gegangen war.
Die Dieffenbachstraße führt zur 1907 eröffneten Christuskirche, Dieffenbachstraße. Dahinter liegt der Hohenstaufenplatz, auch genannt Zickenplatz. Das 1907 eröffnete Lichtspieltheater am Zickenplatz ist unter dem Namen Moviemento heute das älteste noch betriebene Kino Deutschlands. Es liegt am Kottbusser Damm, dieser bildet die Grenze zu Neukölln (bis 1912 Rixdorf).

### Urbanhafen und Urbankrankenhaus
Das Urban-Krankenhaus wurde 1890 westlich der Grimmstraße gebaut, siehe Stadtplan von 1914.

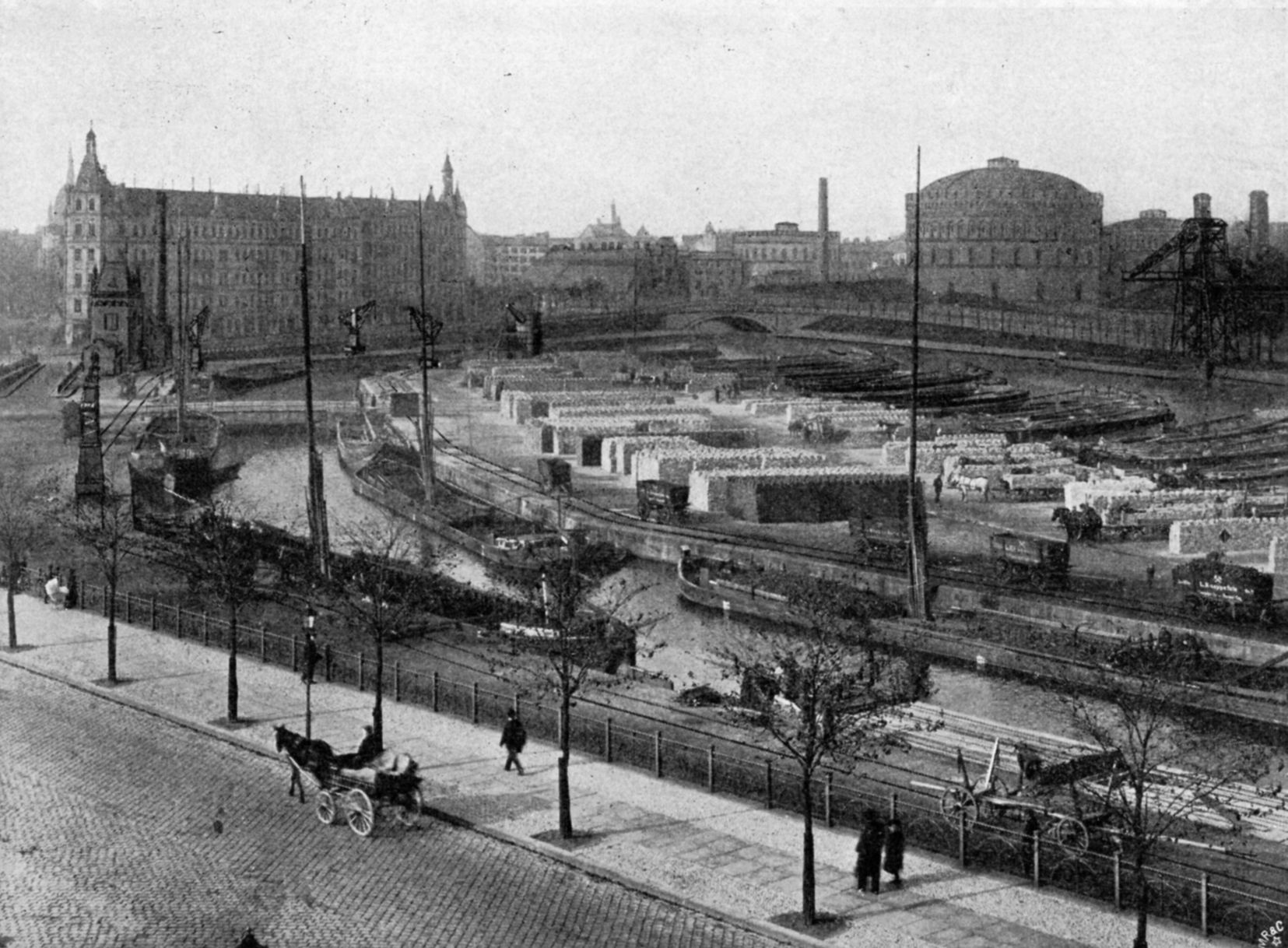
Der Urbanhafen, 1906. Noch heute bestehende Orientierungspunkte im Hintergrund sind links die Häuser an der Geibelstraße und rechts der Landwehrkanal mit der Baerwaldbrücke in der Mitte. Alles andere gibt es nicht mehr, auf dem Gelände des Hafens steht das Krankenhaus, der Gasspeicher rechts hinten wich dem Böcklerpark. Das Foto wurde von der damals gerade neu gebauten Melanchthonkirche aus aufgenommen, auch diese ist längst verschwunden.

Der Urbanhafen wurde 1896 eröffnet kurz darauf um zwei zusätzliche Becken erweitert. Durch den Bau des Osthafens 1913 verlor er an Bedeutung. 1964 wurde der Hafen wieder zugeschüttet, 1970 wurde hier das neue Urban-Krankenhaus eröffnet.

## Die gesamte Tempelhofer Vorstadt nach 1920
Bei Bildung der 20 Bezirke im Rahmen der Erweiterung der Stadt zu Groß-Berlin 1920 ging die Tempelhofer Vorstadt zusammen mit einem Teil der Luisenstadt, der südlichen Friedrichstadt und der Oberen Friedrichsvorstadt im neugebildeten VII. Bezirk Hallesches Tor auf, der im September 1921 in Kreuzberg umbenannt wurde. Während die Tempelhofer Vorstadt südlich des Landwehrkanals gelegen hatte, lag der übrige Gebiet nördlich davon.
Die Ortslage hat den Zweiten Weltkrieg und vor allem den zweitschwersten Luftangriff am 3. Februar 1945 im Gegensatz zur zentraler gelegenen südlichen Friedrichstadt weitgehend unbeschädigt überstanden. Der Altbaubestand des 19. Jahrhunderts ist hier folglich sehr viel dichter. Das Gebiet der Tempelhofer Vorstadt wird heute häufig nach einem ehemaligen Postbezirk Kreuzberg 61 genannt.
Der frühere Bezirk Kreuzberg ist seit 2001 ein Ortsteil vom Bezirk Friedrichshain-Kreuzberg. Inzwischen wurde darin eine „Bezirksregion II“ geschaffen, die genau dem Gebiet der ehemaligen Tempelhofer Vorstadt entspricht.
2011 zählte die Bezirksregion II noch 59.787 Einwohner.
Das Gebiet hat eine Fläche von rund 473 Hektar und eine Einwohnerzahl von 63.540 (Stichtag: 31. Dezember 2015).